# Alois Lugger (Politiker, 1889)
Alois Lugger (* 20. Oktober 1889 in Untertilliach; † 20. Februar 1963) war ein österreichischer Politiker (ÖVP) und Bundesbahnbediensteter. Lugger vertrat die ÖVP zwischen dem 11. Dezember 1945 und dem 25. Oktober 1949 im Tiroler Landtag.